# Collegio uninominale Liguria - 01 (Senato della Repubblica 2020)
Il collegio elettorale uninominale Liguria - 01 è un collegio elettorale uninominale della Repubblica Italiana per l'elezione del Senato della Repubblica.

## Territorio
Come previsto dalla legge n. 51 del 27 maggio 2019, il collegio è stato definito tramite decreto legislativo all'interno della circoscrizione Liguria.
È formato dal territorio dell'intera provincia di Imperia (66 comuni), dell'intera provincia di Savona (69 comuni), da 21 comuni della città metropolitana di Genova: Arenzano, Busalla, Campo Ligure, Campomorone, Casella, Ceranesi, Cogoleto, Crocefieschi, Isola del Cantone, Masone, Mele, Mignanego, Montoggio, Ronco Scrivia, Rossiglione, Sant'Olcese, Savignone, Serra Riccò, Tiglieto, Valbrevenna e Vobbia e da parte del territorio del comune di Genova (Municipi n. 5 Valpolcevera, n. 6 Medio Ponente e n. 7 Ponente).
Il collegio è parte del collegio plurinominale Liguria - 01.

## Eletti
| Elezione | Elezione | Senatore         | Partito           |
| -------- | -------- | ---------------- | ----------------- |
|          | 2022     | Giovanni Berrino | Fratelli d'Italia |

## Dati elettorali

### XIX legislatura
Come previsto dalla legge elettorale, 74 senatori sono eletti con sistema a maggioranza relativa in altrettanti collegi uninominali a turno unico.
| Candidati                                 | Candidati                  | Voti    | %     | Liste                            | Voti    | %     |
| ----------------------------------------- | -------------------------- | ------- | ----- | -------------------------------- | ------- | ----- |
|                                           | Giovanni Berrino ✔️ Eletto | 154 651 | 44,93 | Fratelli d'Italia                | 87 579  | 25,44 |
| Lega per Salvini Premier                  | Giovanni Berrino ✔️ Eletto | 154 651 | 44,93 | 34 788                           | 10,11   |       |
| Forza Italia                              | Giovanni Berrino ✔️ Eletto | 154 651 | 44,93 | 22 647                           | 6,58    |       |
| Noi moderati/Lupi - Toti - Brugnaro - UDC | Giovanni Berrino ✔️ Eletto | 154 651 | 44,93 | 9 637                            | 2,80    |       |
|                                           | Sandra Zampa               | 98 129  | 28,51 | Partito Democratico-IDP          | 72 270  | 20,99 |
| Alleanza Verdi e Sinistra                 | Sandra Zampa               | 98 129  | 28,51 | 13 264                           | 3,85    |       |
| +Europa                                   | Sandra Zampa               | 98 129  | 28,51 | 10 747                           | 3,12    |       |
| Impegno Civico - Centro Democratico       | Sandra Zampa               | 98 129  | 28,51 | 1 848                            | 0,54    |       |
|                                           | Enrico Maria Nadasi        | 43 881  | 12,75 | Movimento 5 Stelle               | 43 881  | 12,75 |
|                                           | Maria Caridi               | 22 049  | 6,41  | Azione - Italia Viva - Calenda   | 22 049  | 6,41  |
|                                           | Francesca Barbato          | 9 433   | 2,74  | Italexit                         | 9 433   | 2,74  |
|                                           | Silvano Ceccoli            | 5 574   | 1,62  | Italia Sovrana e Popolare        | 5 574   | 1,62  |
|                                           | Giacomo Marchetti          | 4 866   | 1,41  | Unione Popolare                  | 4 866   | 1,41  |
|                                           | Riccardo Fortin            | 3 052   | 0,89  | Vita                             | 3 052   | 0,89  |
|                                           | Marco Ferrando             | 2 272   | 0,66  | Partito Comunista dei Lavoratori | 2 272   | 0,66  |
|                                           | Carmela Albanese           | 327     | 0,09  | Noi di Centro – Europeisti       | 327     | 0,09  |
| Totale                                    | Totale                     | 344 234 | 100   |                                  | 344 234 | 100   |
|                                           |                            |         |       |                                  |         |       |
| Voti non validi                           | Voti non validi            | 16 719  | 4,63  |                                  |         |       |
| Votanti                                   | Votanti                    | 360 953 | 62,90 |                                  |         |       |
| Elettori                                  | Elettori                   | 573 816 |       |                                  |         |       |